# Paul Guiraud (marin)
Pour les articles homonymes, voir Paul Guiraud.
Paul Justin Henri Marie Guiraud, né le 9 mai 1881 à Baziège (Haute-Garonne) et mort le 1er mai 1925 à Saint-Mandrier (Var), était un officier de la Marine française. Il est un des inventeurs de la grenade anti-sous-marine.

## Distinctions
- Officier de la Légion d'honneur